# 片仔癀
片仔癀（閩南語白話字：Phìⁿ-á-hông），是福建漳州的中药，是1992年中国颁布《中药品种保护条例》30多年来，仅有的国家一级保护的4个品种之一（都是于1994年被批准并公布，另外3个是阿胶、龙牡壮骨冲剂、云南白药），在东南亚一带享有盛名。片仔癀是中国地理标志产品。
片仔癀主要的成分是牛黄、麝香、蛇胆、田七等珍贵稀有的药材，主治消肿止痛，活血化瘀，清热解毒。

## 历史
相传是明嘉靖年间，一名宫廷御医离开宫廷，来到漳州，在城外璞山岩削发为僧，法名延候，用宫廷秘方制成中成药，治疗僧人的跌打损伤，后流传开来。1940年代，片仔癀的秘方流传到馨范茶庄，馨范茶庄开始生产僧帽牌片仔癀。1956年，经过公私合营改造，建立了公私合营同善堂联合制药厂，后并入漳州制药厂，商标改为荔枝牌。1990年，片仔癀的产量为184.33万粒。目前片仔癀的生产企业是漳州片仔癀药业股份有限公司。
片仔癀的命名，即一片即退癀（消炎解毒），疗效之神，一片则灵，因而得名“片仔癀”。
2003年6月16日，漳州片仔癀药业股份有限公司在上海证券交易所挂牌上市，上市名称为“片仔癀”（上交所：600436）。

## 价格
片仔癀從2004年的125元/粒升至2020年的590元/粒，16年間共計提價10次。自2021年6月下旬以来，中国大陆各地的片仔癀专卖店出现抢购潮，更出现黄牛加价倒卖的情况。據報道，片仔癀「漲價+限購」的背後，是原材料天然麝香供需的失衡。受疫情影響，天然藥材需求旺盛，天然麝香價格已從每千克30萬元人民币漲到40萬元人民币。

## 副作用
有因片仔癀导致的药物性肺炎病例发生。

## 延伸阅读
- CN patent 102885868,潘杰; 陈纪鹏 & 黄进明 et al.,「片仔癀及其制剂在保护记忆功能和抗脑缺血方面的新用途」,发表于2013-01-23,发行于2013-10-30
- CN patent 102914598,于娟; 高飞 & 陈啓兰 et al.,「片仔癀原药材及片仔癀的质量检测方法」,发表于2013-02-06,发行于2014-07-30
- 卢颖. . 北京中医药大学中医药博物馆. 2022-03-18.

## 外部連結
- 片仔癀 Pian Zai Huang （页面存档备份，存于）  中藥標本數據庫 (香港浸會大學中醫藥學院) （繁體中文）（英文）
- 漳州片仔癀药业有限公司（简体中文）
- 福建片仔癀化妆品股份有限公司（简体中文）
- . 国家药品监督管理局 （中文（中国大陆））.